# Khalet al-Maiyya
Khalet al-Maiyya, en arabe : خلة المية,  est un village du gouvernorat de Hébron en Palestine, situé à 9 km au sud de Hébron et à 4 km à l'ouest de Yatta, au sud-ouest de la Cisjordanie.
Selon le recensement du bureau central palestinien des statistiques, la localité compte une population de 2 149 habitants en 2017.